# Gannoruwa
Gannoruwa és una població de Sri Lanka situada al sud-oest de Kandy, a la Província Central.

## Batalla de Gannoruwa
La batalla de Gannoruwa va ser un combat de la guerra singalesa-portuguesa lliurat el 1638 entre les forces portugueses d'ocupació i l'exèrcit del rei singalès, a Gannoruwa al districte de Kandy, Sri Lanka. Els portuguesos havien intentat tres vegades sense èxit capturar el Regne de Kandy, per tal de posar tot el país sota el seu domini. En 1635, Raja Sinha II va esdevenir el rei de Kandy i va començar les negociacions amb els holandesos per obtenir la seva ajuda en l'expulsió dels portuguesos. El portuguès es van afanyar en els seus esforços per prendre Kandy a causa d'això i Diego de Melo de Castro, el capita general i governador portuguès va tractar de provocar als singalesos en diverses ocasions.
Melo va confiscar un elefant regalat a un comerciant pel rei i el sobirà va respondre apoderant-se de dos dels propis cavalls de Melo. Després d'aquest incident, Melo va reunir a les seves tropes i es va dirigir a Kandy. La ciutat de Kandy va ser evacuada pels singalesos, i l'exèrcit de Melo va trobar la ciutat buida quan van arribar. Van saquejar i van cremar la ciutat, i van començar a tornar a Colombo. Però el seu camí de retorn va ser bloquejat per l'exèrcit singalès a Gannoruwa. La força portuguesa estava envoltada i totes les rutes d'escapament tallades.
El 28 de març de 1638, l'exèrcit singalès va atacar la força portuguesa, deixant només 33 soldats portuguesos vius i alguns mercenaris. Els caps dels soldats portuguesos morts s'amuntegaven davant el rei singalès Raja Sinha II. La batalla, que va acabar en victòria per a l'exèrcit singalès, va ser l'última gran batalla lliurada entre els portuguesos i els singalesos, i també va ser l'última gran batalla lliurada pel regne de Kandy. Els portuguesos van ser expulsats del país pels holandesos poc després.